# باکلان مک‌کواری
باکلان مک‌کواری (نام علمی: Leucocarbo purpurascens) نام یک گونه از سرده باکلان‌های سفید است.